# Joni Mitchell

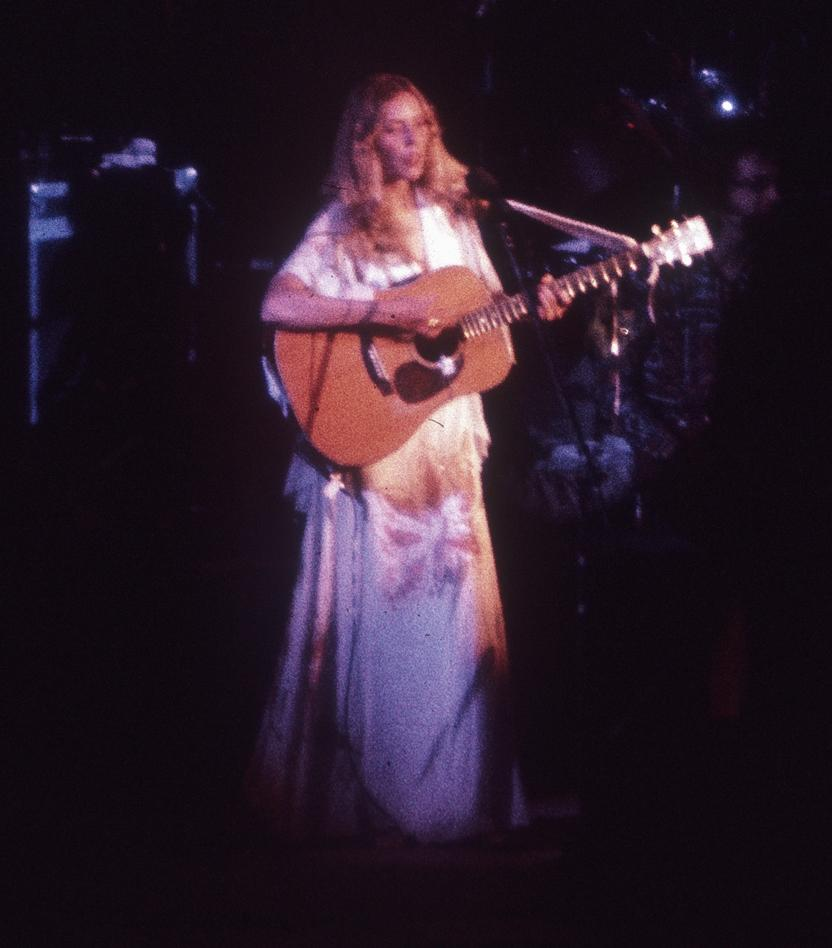
Joni Mitchell durant una actuació l'any 1974

Joni Mitchell (originàriament Roberta Joan Anderson, nascuda el 7 de novembre de 1943, a Fort Macleod, Alberta) és una cantant i pintora canadenca. Inicià la seva carrera musical a l'oest del Canadà i a Toronto, relacionant-se posteriorment amb tot el moviment folk de Nova York de mitjans dels anys seixanta.

## Biografia
Mitchell va començar a cantar en petits locals de Saskatoon (Saskatchewan) i a tot l'oest del Canadà, abans de passar als nightclubs de Toronto (Ontario). El 1965 es va traslladar als Estats Units i va començar a fer gires. Algunes de les seves cançons originals (Urge for Going, Chelsea Morning, Both Sides, Now, The Circle Game) van ser interpretades per altres cantants de folk, cosa que li va permetre signar amb Reprise Records i gravar el seu primer àlbum, Song to a Seagull, el 1968.
Establerta al sud de Califòrnia, Mitchell va ajudar a definir una època i una generació amb cançons populars com Big Yellow Taxi i Woodstock. El seu àlbum Blue de 1971 se cita sovint com un dels millors àlbums de tots els temps; va ser classificat com el 30è millor àlbum mai realitzat a la llista dels "500 millors àlbums de tots els temps" de la revista Rolling Stone el 2003, ascendint al número 3 de l'edició del 2020. El 2000, The New York Times va escollir Blue com un dels 25 àlbums que representaven "moments decisius en la música popular del segle XX". El 2017, NPR va classificar Blue en el número 1 en una llista dels millors àlbums fets per dones. El cinquè àlbum de Mitchell, For the Roses, es va publicar el 1972. En aquella època va començar a explorar idees melòdiques d'influència més jazzística, a través de textures pop exuberants, a Court and Spark, del 1974, amb els èxits radiofònics Help Me i Free Man in Paris, que es va convertir en el seu àlbum més venut.
Cap al 1975, el rang vocal de Mitchell va començar a passar de mezzosoprano a contralt. Durant els anys setanta, va ampliar el seu camp d'interesos musicals, dirigint el seu treball vers el pop i el jazz, convertint-se en una de les cantants i compositores més respectades del final del segle xx. Les seves composicions distintives per a piano i guitarra també es van fer més harmòniques i rítmiques a mesura que fusionava el jazz amb el rock and roll, el R&B, la música clàssica i els ritmes no occidentals. A finals dels anys setanta, va començar a treballar amb destacats músics de jazz com Jaco Pastorius, Wayne Shorter, Herbie Hancock i Pat Metheny, així com Charles Mingus, que li va demanar que col·laborés en els seus últims enregistraments. Més tard es va dedicar al pop i a la música electrònica, i també a la protesta política. El 2002 va ser guardonada amb el premi Grammy a la carrera artística en la 44a edició dels premis Grammy.
El març de 2015, Mitchell va patir una ruptura d'aneurisma cerebral, que la va obligar a sotmetre's a teràpia física i participar en la rehabilitació diària. Mitchell va fer la seva primera aparició pública després de l'aneurisma quan va assistir a un concert de Chick Corea a Los Angeles l'agost de 2016. Va fer algunes altres aparicions, i el novembre de 2018 David Crosby va dir que estava aprenent a caminar de nou.
Mitchell és l'única productora acreditada a la majoria dels seus àlbums, inclòs tot el seu treball als anys setanta. Crítica amb la indústria musical, va deixar de fer gires i va publicar el seu 17è i, segons sembla, últim àlbum de cançons originals el 2007. Mitchell ha dissenyat la majoria de les seves pròpies portades d'àlbums, descrivint-se com una "pintora descarrilada per les circumstàncies".
El 28 de gener de 2022, Mitchell va exigir a Spotify que retirés les seves cançons del seu servei en solidaritat amb el seu amic Neil Young, que va eliminar les seves cançons de la plataforma en protesta contra la desinformació sobre la COVID-19 al popular podcast The Joe Rogan Experience allotjat per Spotify. Va escriure al seu lloc web: "Les persones irresponsables estan difonent mentides que estan costant la vida a la gent. Em solidarizo amb Neil Young i les comunitats científiques i mèdiques mundials en aquest tema".

## Discografia
(amb la posició a les llistes dels Estats Units)

### Àlbums
- Song to a Seagull (conegut com a Joni Mitchell) (1968) #183
- Clouds (1969) #31
- Ladies of the Canyon (1970) #27
- Blue (1971) #15
- For the Roses (1972) #11
- Court and Spark (1974) #2
- Miles of Aisles (en vivo) (1974) #2
- The Hissing of Summer Lawns (1975) #5
- Hejira (1976) #13
- Don Juan's Reckless Daughter (1977) #25
- Mingus (1979) #17
- Shadows and Light (en viu) (1980) #38
- Wild Things Run Fast (1982) #25
- Dog Eat Dog (1985) #63
- Chalk Mark in a Rainstorm (1988) #45
- Night Ride Home (1991) #41
- Turbulent Indigo (1994) #47
- Taming the Tiger (1998) #75
- Both Sides Now (2000) #66
- Travelogue (2002)
- Shine (2007)

### Recopilacions

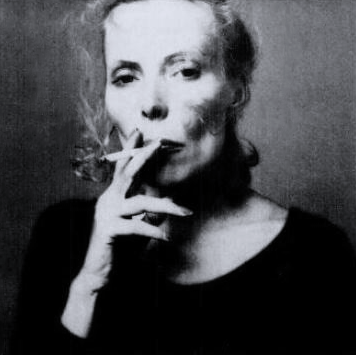
Mitchell el 1975

- The World of Joni Mitchell (1972) (només a Austràlia i Nova Zelanda)
- Hits (1996) #161
- Misses (1996)
- The Complete Geffen Recordings (inclou 4-CD amb material de l'època 1982-91) (2003)
- The Beginning of Survival (2004)
- Dreamland (2004) #177
- Starbucks Artist's Choice (2004)
- Songs of a Prairie Girl (2005) (Remasterizat)
- River: the Joni letters per Herbie Hancock(2008))

### Singles
- "Night in the City" (1968)
- "Chelsea Morning" (1969)
- "Big Yellow Taxi" (1970) #67
- "Carey" (1971) #93
- "You Turn Me On, I'm A Radio" (1972) #25
- "Free Man in Paris" (1974) #22
- "Help Me" (1974) #7
- "Big Yellow Taxi (live)" (1975) #24
- "In France They Kiss On Main Street" (1975) #66
- "Coyote" (1976)
- "Off Night Backstreet" (1977)
- "The Dry Cleaner from Des Moines" (1979)
- "Why Do Fools Fall In Love" (1980)
- "Chinese Cafe/Unchained Melody" (1982)
- "(You're So Square) Baby, I Don't Care" (1982) #47
- "Good Friends" (1985) #85
- "My Secret Place" (1988)
- "Snakes and Ladders" (1988) #32
- "Come in from the Cold" (1991)
- "How Do You Stop" (1994)
- "Big Yellow Taxi" (remix) (1996) #39 (dance charts)

## Guardons

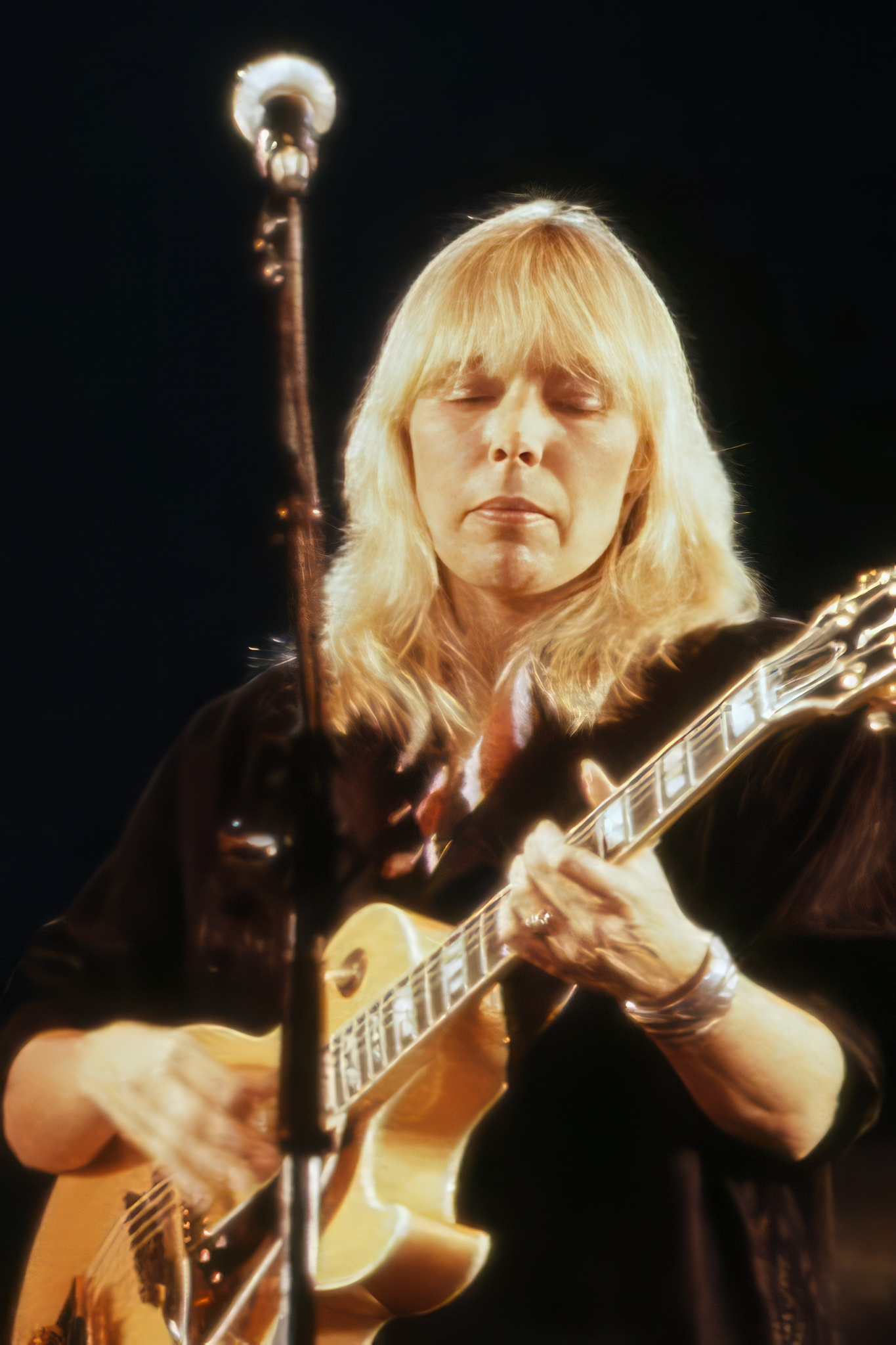
Mitchell en una actuació el 1983

### Premis Grammy
| Any  | Categoria                               | Obra                                                           | Resultat    |
| ---- | --------------------------------------- | -------------------------------------------------------------- | ----------- |
| 1969 | Millor àlbum folk                       | Clouds                                                         | Guanyador   |
| 1974 | Àlbum de l'any                          | Court and Spark                                                | Nominat     |
| 1974 | Millor interpretació vocal pop femenina | Court and Spark                                                | Nominat     |
| 1974 | Àlbum de l'any                          | "Help Me"                                                      | Nominat     |
| 1974 | Millor arranjament, instrumental i veu  | "Down to You"                                                  | Guanyador   |
| 1976 | Millor interpretació vocal pop femenina | The Hissing of Summer Lawns                                    | Nominat     |
| 1988 | Millor interpretació vocal pop femenina | Chalk Mark in a Rain Storm                                     | Nominat     |
| 1995 | Millor àlbum pop                        | Turbulent Indigo                                               | Guanyador   |
| 1995 | Millor paquet de gravació               | Turbulent Indigo                                               | Guanyador   |
| 2000 | Millor interpretació vocal pop femenina | "Both Sides, Now"                                              | Nominat     |
| 2000 | Millor àlbum vocal pop tradicional      | Both Sides, Now                                                | Guanyador   |
| 2002 | Premi a la carrera artística            | –                                                              | Honrada     |
| 2008 | Àlbum de l'any                          | River: The Joni Letters                                        | Guanyador * |
| 2008 | Millor actuació instrumental pop        | "One Week Last Summer"                                         | Guanyador   |
| 2016 | Millors notes d'àlbum                   | Love Has Many Faces: A Quartet, a Ballet, Waiting to Be Danced | Guanyador   |
| 2022 | Millor àlbum històric                   | Joni Mitchell Archives – Vol. 1: The Early Years (1963–1967)   | Guanyador   |
| 2024 | Millor àlbum folk                       | Joni Mitchell at Newport                                       | Guanyador   |

*Encara que oficialment és un disc d'Herbie Hancock, Mitchell també va rebre un Grammy per la seva contribució vocal a l'àlbum.